# Міріам Д'Агостіні
Міріам Д'Агостіні (порт. Miriam D'Agostini; нар. 15 серпня 1978) — колишня бразильська тенісистка.
Найвищу одиночну позицію світового рейтингу — 188 місце досягла 10 липня 2000, парну — 128 місце — 30 вересня 1996 року.
Здобула 8 одиночних та 15 парних титулів.
Завершила кар'єру 2001 року.

## Фінали ITF
| турніри $100,000 |
| турніри $75,000  |
| турніри $50,000  |
| турніри $25,000  |
| турніри $10,000  |

### Одиночний розряд: 16 (8–8)
| Результат | Ранг | Дата              | Турнір                       | Покриття | Суперниця            | Рахунок            |
| --------- | ---- | ----------------- | ---------------------------- | -------- | -------------------- | ------------------ |
| Перемога  | 1.   | 25 вересня 1994   | ITF Гуаякіль, Еквадор        | Ґрунт    | Марія Фернанда Ланда | 6–2, 5–7, 1–0 ret. |
| Поразка   | 2.   | 19 лютого 1995    | ITF Богота, Колумбія         | Ґрунт    | Лусіана Телла        | 3–6, 6–7(5)        |
| Перемога  | 3.   | 5 листопада 1995  | ITF Сантьяго, Чилі           | Ґрунт    | Селесте Контін       | 6–2, 6–1           |
| Поразка   | 4.   | 19 листопада 1995 | ITF Буенос-Айрес, Аргентина  | Ґрунт    | Паола Суарес         | 2–6, 1–6           |
| Поразка   | 5.   | 23 березня 1997   | ITF Манте, Мексика           | Тверде   | Стефані Чі           | 2–6, 3–6           |
| Поразка   | 6.   | 1 червня 1997     | ITF Сан-Сальвадор, Сальвадор | Ґрунт    | Сінтія Торторелла    | 7–6(2), 4–6, 3–6   |
| Поразка   | 7.   | 17 серпня 1997    | ITF Маргарита, Венесуела     | Тверде   | Адрія Енґел          | 6–7(4), 4–6        |
| Перемога  | 8.   | 31 серпня 1997    | ITF Гуаякіль, Еквадор        | Ґрунт    | Паула Кабесас        | 6–7, 7–5, 7–6(4)   |
| Перемога  | 9.   | 7 вересня 1997    | ITF Ліма, Перу               | Ґрунт    | Роміна Оттобоні      | 6–3, 6–0           |
| Перемога  | 10.  | 21 вересня 1997   | ITF Сантьяго, Чилі           | Ґрунт    | Лаура Монтальво      | 4–6, 6–2, 6–1      |
| Перемога  | 11.  | 9 листопада 1997  | ITF Сузану, Бразилія         | Ґрунт    | Орандрія Нарваез     | 4–6, 6–3, 6–3      |
| Поразка   | 12.  | 21 листопада 1999 | ITF Кампус, Бразилія         | Ґрунт    | Кіра Надь            | 7–5, 3–6, 2–6      |
| Перемога  | 13.  | 28 листопада 1997 | ITF Ріо-де-Жанейро, Бразилія | Ґрунт    | Аліче Канепа         | 3–6, 6–2, 6–3      |
| Поразка   | 14.  | 5 грудня 1999     | ITF Калі, Колумбія           | Ґрунт    | Фабіола Сулуага      | 0–6, 1–6           |
| Поразка   | 15.  | 2 квітня 2000     | ITF Сантьяго, Чилі           | Ґрунт    | Меліса Аревало       | 3–6, 3–6           |
| Перемога  | 16.  | 7 травня 2000     | ITF Коацакоалькос, Мексика   | Тверде   | Жоана Кортез         | 6–4, 2–6, 6–1      |

### Парний розряд: 36 (15–21)
| Результат | Ранг | Дата              | Турнір                           | Покриття | Партнерка         | Суперниці                              | Рахунок          |
| --------- | ---- | ----------------- | -------------------------------- | -------- | ----------------- | -------------------------------------- | ---------------- |
| Перемога  | 1.   | 3 жовтня 1993     | ITF Ліма, Перу                   | Ґрунт    | Магалі Бенітес    | Карміна Хіральдо Хімена Родрігес       | 6–4, 6–2         |
| Поразка   | 2.   | 30 жовтня 1994    | ITF Сан-Паулу, Бразилія          | Ґрунт    | Ванесса Менга     | Лусіана Телла Андреа Віейра            | 6–4, 3–6, 1–6    |
| Перемога  | 3.   | 30 жовтня 1995    | ITF Сантьяго, Чилі               | Ґрунт    | Каталін Мароші    | Барбара Кастро Марія-Алехандра Кесада  | 6–0, 6–3         |
| Перемога  | 4.   | 6 листопада 1995  | Сан-Паулу, Бразилія              | Ґрунт    | Каталін Мароші    | Лаура Монтальво Сінтія Торторелла      | 6–1, 1–6, 7–5    |
| Перемога  | 5.   | 13 листопада 1995 | Буенос-Айрес, Аргентина          | Ґрунт    | Каталін Мароші    | Флоренсія Сіанфагна Паола Суарес       | 6–7(4), 6–0, 6–3 |
| Поразка   | 6.   | 18 лютого 1996    | Калі, Колумбія                   | Ґрунт    | Ларісса Шерер     | Ева Бес Паула Ерміда                   | 3–6, 6–2, 3–6    |
| Поразка   | 7.   | 5 травня 1996     | Флоріанополіс, Бразилія          | Ґрунт    | Андреа Віейра     | Флоренсія Сіанфагна Еммануель Гальярді | 6–4, 4–6, 4–6    |
| Поразка   | 8.   | 26 травня 1996    | Новий Сад, Сербія                | Ґрунт    | Ларісса Шерер     | Седа Норландер Гелена Вілдова          | 6–4, 1–6, 1–6    |
| Перемога  | 9.   | 1 вересня 1996    | Сочі, Росія                      | Ґрунт    | Джоелл Шад        | Ольга Іванова Анна Лінкова             | 6–4, 6–3         |
| Перемога  | 10.  | 8 вересня 1996    | Сполето, Італія                  | Ґрунт    | Софія Празеріс    | Алісія Ортуньйо Джоелл Шад             | 6–4, 6–4         |
| Перемога  | 11.  | 27 жовтня 1996    | Ріу-Гранді-ду-Сул, Бразилія      | Ґрунт    | Андреа Віейра     | Роберта Буржаглі Лусіана Делла Каза    | 6–7(5), 6–3, 6–0 |
| Поразка   | 12.  | 10 листопада 1996 | Сан-Паулу, Бразилія              | Ґрунт    | Андреа Віейра     | Маріана Діас-Оліва Ларісса Шерер       | 6–3, 4–6, 2–6    |
| Поразка   | 13.  | 24 листопада 1996 | Сан-Паулу, Бразилія              | Ґрунт    | Ванесса Менга     | Кара Блек Ірина Селютіна               | 6–3, 3–6, 2–6    |
| Поразка   | 14.  | 1 грудня 1996     | Сан-Паулу, Бразилія              | Ґрунт    | Андреа Віейра     | Лаура Монтальво Лусіана Телла          | 3–6, 4–6         |
| Поразка   | 15.  | 14 квітня 1997    | Елваш, Португалія                | Тверде   | Алісія Ортуньйо   | Анета Сукап Тіна Самара                | 4–6, 5–7         |
| Поразка   | 16.  | 11 травня 1997    | Тортоса, Іспанія                 | Ґрунт    | Вероніка Стеле    | Марта Кано Нурія Монтеро               | 3–6, 6–1, 4–6    |
| Перемога  | 17.  | 1 червня 1997     | Сан-Сальвадор, Сальвадор         | Ґрунт    | Сінтія Торторелла | Жаклін Розен Марія Еухенія Рохас       | 6–4, 6–0         |
| Перемога  | 18.  | 31 серпня 1997    | Гуаякіль, Еквадор                | Ґрунт    | Паула Кабесас     | Маріана Лопес Паласіос Роміна Оттобоні | 6–1, 6–4         |
| Поразка   | 19.  | 28 вересня 1997   | Сан-Мігель-де-Тукуман, Аргентина | Ґрунт    | Ванесса Менга     | Кара Блек Селютіна Ірина Геннадіївна   | 3–6, 1–6         |
| Поразка   | 20.  | 20 жовтня 1997    | Novo Hamburgo, Бразилія          | Ґрунт    | Ванесса Менга     | Жоана Кортез Ана-Паула Занноні         | 3–6, 7–6(4), 1–6 |
| Поразка   | 21.  | 2 листопада 1997  | Можі-дас-Крузіс, Бразилія        | Ґрунт    | Ванесса Менга     | Лаура Монтальво Мерседес Пас           | 2–6, 0–6         |
| Перемога  | 22.  | 23 листопада 1997 | Сан-Паулу, Бразилія              | Ґрунт    | Ванесса Менга     | Селесте Контін Сінтія Торторелла       | 6–1, 6–3         |
| Перемога  | 23.  | 14 грудня 1997    | Богота, Колумбія                 | Ґрунт    | Ванесса Менга     | Еуженія Мая Ларісса Шерер              | 6–2, 6–2         |
| Поразка   | 24.  | 5 жовтня 1998     | Сантьяго, Чилі                   | Ґрунт    | Каталін Мароші    | Лаура Монтальво Паола Суарес           | 1–6, 2–6         |
| Поразка   | 25.  | 30 листопада 1998 | Гвадалахара (Мексика), Мексика   | Ґрунт    | Каталін Мароші    | Ліндсей Лі-Вотерс Меган Шонессі        | 1–6, 3–6         |
| Поразка   | 26.  | 28 листопада 1999 | Ріо-де-Жанейро, Бразилія         | Ґрунт    | Карла Тіене       | Селесте Контін Жоана Кортез            | 1–6, 6–3, 3–6    |
| Поразка   | 27.  | 5 грудня 1999     | Калі, Колумбія                   | Ґрунт    | Ларісса Шерер     | Маріана Меса Фабіола Сулуага           | 6–2, 6–7, 1–6    |
| Перемога  | 28.  | 2 квітня 2000     | Сантьяго, Чилі                   | Ґрунт    | Хорхеліна Торті   | Меліса Аревало Паула Раседо            | 6–3, 7–6(3)      |
| Перемога  | 29.  | 16 квітня 2000    | Белу-Оризонті, Бразилія          | Тверде   | Жоана Кортез      | Тасія Сону Карла Тіене                 | 6–4, 6–1         |
| Поразка   | 30.  | 1 травня 2000     | Коацакоалькос, Мексика           | Тверде   | Жоана Кортез      | Мілагрос Секера Габріела Волекова      | 6–4, 3–6, 5–7    |
| Поразка   | 31.  | 14 травня 2000    | Мідлотіан, США                   | Ґрунт    | Жоана Кортез      | Дон Бут Джулі Ту                       | 3–6, 2–6         |
| Перемога  | 32.  | 21 травня 2000    | Джексон (Міннесота), США         | Ґрунт    | Жоана Кортез      | Карін Міллер Джессіка Стек             | 6–4, 5–7, 6–1    |
| Поразка   | 33.  | 11 червня 2000    | Галатіна, Італія                 | Ґрунт    | Жоана Кортез      | Аліче Канепа Маріана Діас-Оліва        | 4–6, 6–4, 4–6    |
| Поразка   | 34.  | 2 липня 2000      | ITF Орбетелло, Італія            | Ґрунт    | Жоана Кортез      | Лі Тін Лі На                           | 3–6, 6–7(3)      |
| Перемога  | 35.  | 7 серпня 2000     | ITF Гехінген, Німеччина          | Ґрунт    | Анжеліка Реш      | Наталі Грандін Ніколь Ренкен           | 7–6(3), 6–2      |
| Поразка   | 36.  | 7 січня 2001      | ITF Сан-Паулу, Бразилія          | Тверде   | Ванесса Менга     | Кларіса Фернандес Роміна Оттобоні      | 1–6, 6–7(6)      |